# ウロシュ・ラダコヴィッチ
ウロシュ・ラダコヴィッチ（Uroš Radakovićm Урош Радаковић、1994年3月31日 - ）は、セルビア・ベオグラード出身のサッカー選手。ポジションはDF。

## クラブ歴
FKプロレテル・ノヴィ・サドで選手となった。
2012年にボローニャFCに移籍。11月28日のコッパ・イタリアで移籍後初出場。その後2014年にノヴァーラ・カルチョに、2015年にSKシグマ・オロモウツに期限付き移籍し、その後完全移籍した。
2018年にACスパルタ・プラハに移籍。2019年にFKオレンブルク、2020年にFCアスタナ、2021年にヴィスワ・クラクフにそれぞれレンタルに出された。
2021年7月23日、FCアルセナル・トゥーラに移籍。